# Tawstock
Tawstock – wieś w Anglii, w hrabstwie Devon, w dystrykcie North Devon. Leży 52 km na północny zachód od miasta Exeter i 278 km na zachód od Londynu. W 2001 miejscowość liczyła 2093 mieszkańców.